# Мренешть
Мренешть, Мренешті (рум. Mrenești) — село у повіті Вилча в Румунії. Входить до складу комуни Крецень.
Село розташоване на відстані 154 км на захід від Бухареста, 46 км на південь від Римніку-Вилчі, 51 км на північний схід від Крайови.

## Населення
За даними перепису населення 2002 року у селі проживали 695 осіб, з них 694 особи (99,9%) румунів. Усі жителі села рідною мовою назвали румунську.